# Martin Hřídel (1973)
Martin Hřídel (* 21. března 1973) je bývalý československý fotbalový brankář.

## Fotbalová kariéra
Začínal v TJ Mariánské Lázně. V československé lize hrál za FC Dukla Praha. Odchytal 3 celá prvoligová utkání v ročníku 1992/93. Debutoval v sobotu 21. listopadu 1992 v domácím utkání v té době poslední Dukly s vedoucím Slovanem Bratislava, které vojáci překvapivě vyhráli 3:2, když se hattrickem blýskl Jan Saidl. V neděli 29. listopadu 1992 přispěl k další nečekané výhře 2:1 na hřišti Hradce Králové. Ve svém posledním prvoligovém utkání obdržel v sobotu 5. prosince 1992 Na Julisce 7 branek od Českých Budějovic (2:7). Celkem v nejvyšší soutěži inkasoval 10 gólů.

## Ligová bilance
| Ročník                                   | Zápasy | Góly | Minuty | Nuly | Klub           |
| ---------------------------------------- | ------ | ---- | ------ | ---- | -------------- |
| 1. československá fotbalová liga 1992/93 | 3      | 0    | 270    | 0    | FC Dukla Praha |
| CELKEM                                   | 3      | 0    | 270    | 0    |                |